# أشرف غريب
أشرف غريب، كاتب صحفى وناقد سينمائي مصري ، تخرج بدرجة بكالوريوس إعلام القاهرة قسم الصحافة عام 1985 ، ولديه دبلوم النقد الفنى من أكاديمية الفنون عام 1989.

## مشاركاته

### صحف ومجلات
- رئيس تحرير مجلة الكواكب التي تصدر عن مؤسسة دار الهلال.[2]
- الأمين العام لمركز الهلال للتراث.
- مارس الكتابة في العديد من الصحف والدوريات العربية مثل: الكواكب، روز اليوسف، الأهرام، الأهرام الفرنسى (أهرام ابدو), الحياة اللندنية، الوسط اللندنية القبس، صوت الكويت، عكاظ، اليوم، الخليج، الوحدة، زهرة الخليج، وستالايت
- شارك في تأسيس مجلة سيداتى سادتى (مجلة راديو وتليفزيون العرب)
- شارك في تأسيس مجلة الفن السابع التي أصدرها الممثل محمود حميدة.
- شارك في تأسيس الإصدار الأول لجريدة الدستور.
- شارك في تأسيس صحيفة نهضة مصر.

### أفلام ومسلسلات
- قام بإنشاء قاعدة البيانات الفيلمية في القناة الفضائية المصرية عام 1996
- قام برقابة الأفلام وكتابة مقدماتها لراديو وتليفزيون العرب.
- كتب الكثير من الحلقات لإذاعة وقناة الطرب التابعتين لراديو وتليفزيون العرب.
- كتب حلقات افلامنا الحلوة لقناة روتانا سينما عند انشائها عام 2005
- كتب سيناريو الفيلم التسجيلى  السيندريللا  لقناة دريم.
- كتب سيناريو فيلم  الكواكب درة الصحافة الفنية  لقطاع القنوات المتخصصة باتحاد الإذاعة والتليفزيون المصري بطولة لبنى عبد العزيز وأحمد عزمى.
- شارك في لجان اختيار وتحكيم العديد من المهرجانات الفنية، وألقى الكثير من المحاضرات في المؤتمرات وحلقات البحث المختلفة.
- كتب دراسة  نجيب الريحانى.. صاحب السعادة  الخاصة بتكريمه في مهرجان القاهرة السينمائي الدولى 2007 .
- كتب دراسة  سميرة أحمد.. في جدار القلب  بمناسبة تكريمها في مهرجان القاهرة السينمائي الدولى 2008 .
- فاز بجائزة نقابة الصحفيين للتفوق الصحفى سنة 2008 .

### قنوات فضائية
- شارك في تأسيس قناة روتانا سينما وانشأ لها قاعدة البيانات الخاصة بها، واشرف على إعداد خرائط الأفلام طوال العام الأول للقناة.
- كتب سيناريو الحلقات الـ 13 الأولى لبرنامج  كشف المستور  بقناة روتانا سينما.
- كتب لقناة نايل لايف حلقات برنامج زمان يا فن.
- قام بإخراج 30 فاصلا كوميديا لقناة نايل كوميدى 2009
- قام بإعداد وإخراج برنامج  في مصر وبس  بقناة نايل كوميدى (60 حلقة) عامى 2009 و2010
- اشرف على فريق الاعداد لبرنامج  حدث بالفن  لإذاعة راديو مصر
- قام بتأسيس قسم المالتي ميديا بشركة روتانا ستوديو
- شارك في تأسيس موقع صدى البلد الاخبارى.

## إصداراته

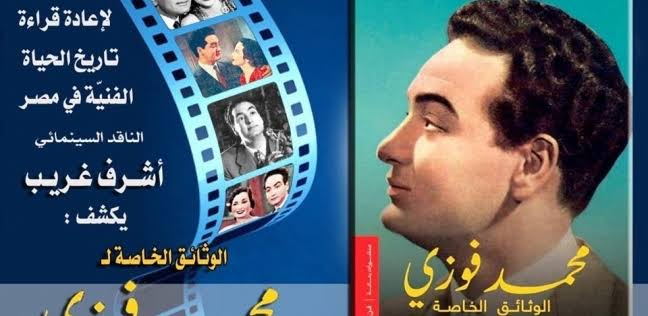
كتاب محمد فوزي " الوثائق الخاصة " للكاتب الصحفي أشرف غريب

- شمس البارودي.. الطريق إلى الحجاب - دار سفينكس للنشر.
- سعاد حسني.. الحلم الضائع – دار قباء للنشر.
- العصر الذهبي للكوميديا – مهرجان القاهرة السينمائي الدولى.
- أحمد رمزي.. أيامنا الحلوة – مهرجان القاهرة السينمائي الدولى.
- سميرة أحمد.. نجمة من زمن الحب – المهرجان القومى للسينما المصرية.
- أحمد مظهر.. الفارس النبيل – مهرجان الإسكندرية السينمائي الدولى.
- قلوب حائرة.. كتاب في أهم المشكلات النفسية – دار مصر المحروسة.
- شويكار.. سيدتى الجميلة - مهرجان القاهرة السينمائي الدولى.
- صفية العمري.. جناب السفيرة – مهرجان القاهرة السينمائي الدولى.
- الوثائق الخاصة ليلى مراد دار الشروق 2016.
- العندليب والسندريلا.. الحقيقة الغائبة» دار الشروق 2017.
- الممثلون اليهود في مصر.. مركز الهلال للتراث 2018.
- كتاب عن سينما محمد فوزي صانع البهجة 2018.
- كتاب إبراهيم لاما 2018.
- كتاب أباطرة وسحرة «نجوم ونجمات السينما المصري» 2019.
- كتاب محمد فوزى «الوثائق الخاصة».. مؤسسة بتانة الثقافية 2019 .
- كتاب عز الدين ذو الفقار «الحب في زمن الثورة».. مهرجان الإسكندرية السينمائي لدول البحر المتوسط 2019.[3]